# Джорджтаун (Огайо)
Джорджтаун (англ. Georgetown) — селище (англ. village) в США, в окрузі Браун штату Огайо. Населення — 4453 особи (2020).

## Географія
Джорджтаун розташований за координатами 38°52′5″ пн. ш. 83°53′58″ зх. д. / 38.86806° пн. ш. 83.89944° зх. д. (38.868139, -83.899353).  За даними Бюро перепису населення США в 2010 році селище мало площу 10,47 км², уся площа — суходіл.

## Демографія
Згідно з переписом 2010 року, у селищі мешкала 4331 особа в 1722 домогосподарствах у складі 1085 родин. Густота населення становила 413 особи/км².  Було 1939 помешкань (185/км²).
Расовий склад населення:
| - 95,5 % — білих - 1,9 % — чорних або афроамериканців - 0,5 % — азіатів - 0,3 % — корінних американців |

До двох чи більше рас належало 1,6 %. Частка іспаномовних становила 0,6 % від усіх жителів.
За віковим діапазоном населення розподілялося таким чином: 24,5 % — особи молодші 18 років, 56,8 % — особи у віці 18—64 років, 18,7 % — особи у віці 65 років та старші. Медіана віку мешканця становила 38,6 року. На 100 осіб жіночої статі у селищі припадало 93,1 чоловіків;  на 100 жінок у віці від 18 років та старших — 89,7 чоловіків також старших 18 років.
Середній дохід на одне домашнє господарство  становив 39 642 долари США (медіана — 32 316), а середній дохід на одну сім'ю — 43 627 доларів (медіана — 36 601). Медіана доходів становила 47 917 доларів для чоловіків та 30 407 доларів для жінок. За межею бідності перебувало 19,7 % осіб, у тому числі 22,9 % дітей у віці до 18 років та 13,8 % осіб у віці 65 років та старших.
Цивільне працевлаштоване населення становило 1504 особи. Основні галузі зайнятості: освіта, охорона здоров'я та соціальна допомога — 39,9 %, виробництво — 10,1 %, мистецтво, розваги та відпочинок — 9,1 %, публічна адміністрація — 8,8 %.